# Coryne turbinata
Coryne turbinata är en svampart som först beskrevs av Pier Andrea Saccardo, och fick sitt nu gällande namn av Pier Andrea Saccardo 1889. Coryne turbinata ingår i släktet Coryne och familjen Helotiaceae.   Inga underarter finns listade i Catalogue of Life.